# 棟巴伊 (卡拉恰伊-切爾克斯共和國)
栋巴伊（羅馬化：Dombay）是俄罗斯卡拉恰伊-切尔克斯共和国的疗养镇（市级镇），属共和国辖市卡拉恰耶夫斯克市，位于捷别尔达河河源阿马纳乌兹河（Аманауз）畔，在卡拉恰耶夫斯克及共和国首府切尔克斯克西南方。
该镇地处高加索地区捷别尔达自然保护区内，设有滑雪场。2021年人口有649人；2010年人口657；2002年人口403；1989年人口1,178。